# Vodopád Rígeľského potoka
Vodopád Rígeľského potoka je selektivní puklinový vodopád ve Belianských Tatrách v okrese Poprad na severním Slovensku. Nachází se v úzké rozsedlině, která je prohlubovaná zpětnou erozí ustupujícího vodopádu.

## Charakteristika
Nachází se v Monkové dolině a jeho podloží je tvořené sivými slíny a slínovými vápenci. Vodopád vytváří Rígeľský potok, který je nad ním v nadmořské výšce 1375 m široký 1 m. Je vysoký přibližně 12 m.

## Přístup
Vodopád je viditelný ze  zelené turistické značky, naučné stezky vedoucí Monkovou dolinou. Ta je přístupná v období od 16. června do 31. října.